# Emre Can
Emre Can (Fráncfort del Meno, 12 de enero de 1994) es un futbolista alemán de ascendencia turca que juega de centrocampista en el Borussia Dortmund de la 1. Bundesliga.

## Trayectoria

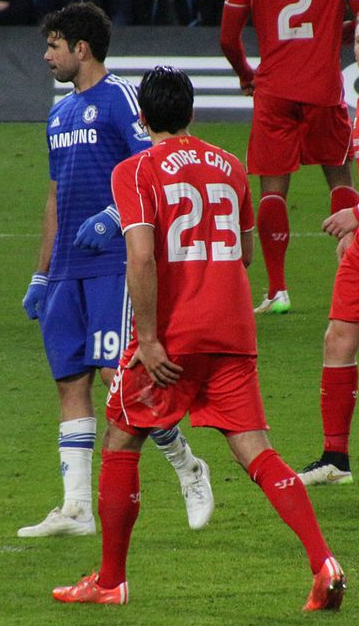
Emre Can jugando para el Liverpool F. C. ante el Chelsea F. C.

### Bayern de Múnich
Comenzó a jugar al fútbol en las categorías inferiores del equipo de la ciudad que le vio nacer, el Eintracht Fráncfort. Se formó en las categorías inferiores del Bayern de Múnich. Hizo su debut oficial en la Supercopa de Alemania el 12 de agosto de 2012 frente al Borussia Dortmund con el dorsal 36, jugando 70 minutos de lateral izquierdo.

### Bayer 04 Leverkusen
El 2 de agosto de 2013 fichó por el Bayer 04 Leverkusen por 5 millones de euros siendo una de las piezas claves del Leverkusen durante la temporada 2013-14.

### Liverpool F. C.
El 5 de junio de 2014 se hizo oficial el fichaje de Emre Can por el Liverpool por 12 millones de euros.

### Juventus de Turín
El 21 de junio de 2018 se anunció su fichaje oficial por la Juventus de Turín, de la Serie A italiana, equipo al cual llegó libre después de haber expirado su contrato con el Liverpool.

### Borussia Dortmund
Tras temporada y media en el conjunto italiano, el 31 de agosto de 2020 regresó al fútbol alemán tras fichar por el Borussia Dortmund.

## Selección nacional
Ha sido internacional con la selección de fútbol de Alemania en las categorías sub-15, sub-16, sub-17, sub-19 y sub-21. Con la selección absoluta ha disputado 48 partidos y ha anotado dos goles. Debutó el 4 de septiembre de 2015 en un encuentro ante la selección de Polonia que finalizó con marcador de 3-1 a favor de los alemanes.
El 12 de junio de 2024 fue convocado para participar en la Eurocopa 2024 debido a la baja de última hora por lesión de Aleksandar Pavlović. Dos días después tuvo minutos en el partido inaugural contra Escocia y marcó el quinto y último gol del triunfo alemán.

### Participaciones en Copa Confederaciones
| Copa                      | Sede  | Resultado | Partidos | Goles |
| ------------------------- | ----- | --------- | -------- | ----- |
| Copa Confederaciones 2017 | Rusia | Campeón   | 5        | 0     |

### Participaciones en Eurocopas
| Eurocopa                | Sede            | Resultado        | Partidos | Goles |
| ----------------------- | --------------- | ---------------- | -------- | ----- |
| Eurocopa Sub-21 de 2013 | Israel          | Primera fase     | 1        | 0     |
| Eurocopa Sub-21 de 2015 | República Checa | Semifinal        | 4        | 1     |
| Eurocopa 2016           | Francia         | Semifinal        | 1        | 0     |
| Eurocopa 2020           | Europa          | Octavos de final | 3        | 0     |
| Eurocopa 2024           | Alemania        | Cuartos de final | 4        | 1     |

## Estadísticas

### Clubes
Actualizado al último partido disputado el 17 de mayo de 2025.
| Club                           | Div.          | Temporada     | Liga  | Liga  | Copas nacionales | Copas nacionales | Copas internacionales | Copas internacionales | Total | Total | Media goleadora |
| Club                           | Div.          | Temporada     | Part. | Goles | Part.            | Goles            | Part.                 | Goles                 | Part. | Goles | Media goleadora |
| ------------------------------ | ------------- | ------------- | ----- | ----- | ---------------- | ---------------- | --------------------- | --------------------- | ----- | ----- | --------------- |
| Bayern de Múnich II · Alemania | 4.ª           | 2011-12       | 17    | 1     | —                | —                | —                     | —                     | 17    | 1     | 0.06            |
| Bayern de Múnich II · Alemania | 4.ª           | 2012-13       | 14    | 2     | —                | —                | —                     | —                     | 14    | 2     | 0.14            |
| Bayern de Múnich II · Alemania | Total club    | Total club    | 31    | 3     | 0                | 0                | 0                     | 0                     | 31    | 3     | 0.1             |
| Bayern de Múnich · Alemania    | 1.ª           | 2012-13       | 4     | 1     | 3                | 0                | —                     | —                     | 7     | 1     | 0.14            |
| Bayern de Múnich · Alemania    | Total club    | Total club    | 4     | 1     | 3                | 0                | 0                     | 0                     | 7     | 1     | 0.14            |
| Bayer 04 Leverkusen · Alemania | 1.ª           | 2013-14       | 29    | 3     | 3                | 1                | 7                     | 0                     | 39    | 4     | 0.1             |
| Bayer 04 Leverkusen · Alemania | Total club    | Total club    | 29    | 3     | 3                | 1                | 7                     | 0                     | 39    | 4     | 0.1             |
| Liverpool F. C. Inglaterra     | 1.ª           | 2014-15       | 27    | 1     | 9                | 0                | 4                     | 0                     | 40    | 1     | 0.03            |
| Liverpool F. C. Inglaterra     | 1.ª           | 2015-16       | 30    | 1     | 5                | 0                | 14                    | 1                     | 49    | 2     | 0.04            |
| Liverpool F. C. Inglaterra     | 1.ª           | 2016-17       | 32    | 5     | 8                | 0                | —                     | —                     | 40    | 5     | 0.13            |
| Liverpool F. C. Inglaterra     | 1.ª           | 2017-18       | 26    | 3     | 2                | 0                | 10                    | 3                     | 38    | 6     | 0.16            |
| Liverpool F. C. Inglaterra     | Total club    | Total club    | 115   | 10    | 24               | 0                | 28                    | 4                     | 167   | 14    | 0.08            |
| Juventus de Turín · Italia     | 1.ª           | 2018-19       | 29    | 4     | 2                | 0                | 6                     | 0                     | 37    | 4     | 0.11            |
| Juventus de Turín · Italia     | 1.ª           | 2019-20       | 8     | 0     | 0                | 0                | —                     | —                     | 8     | 0     | 0               |
| Juventus de Turín · Italia     | Total club    | Total club    | 37    | 4     | 2                | 0                | 6                     | 0                     | 45    | 4     | 0.2             |
| Borussia Dortmund · Alemania   | 1.ª           | 2019-20       | 12    | 2     | 1                | 0                | 2                     | 0                     | 15    | 2     | 0.13            |
| Borussia Dortmund · Alemania   | 1.ª           | 2020-21       | 28    | 1     | 6                | 1                | 6                     | 0                     | 40    | 2     | 0.05            |
| Borussia Dortmund · Alemania   | 1.ª           | 2021-22       | 24    | 5     | 1                | 0                | 3                     | 0                     | 28    | 5     | 0.18            |
| Borussia Dortmund · Alemania   | 1.ª           | 2022-23       | 27    | 2     | 4                | 1                | 7                     | 0                     | 38    | 3     | 0.08            |
| Borussia Dortmund · Alemania   | 1.ª           | 2023-24       | 25    | 2     | 2                | 0                | 11                    | 0                     | 38    | 2     | 0.05            |
| Borussia Dortmund · Alemania   | 1.ª           | 2024-25       | 31    | 3     | 2                | 1                | 12                    | 2                     | 45    | 6     | 0.13            |
| Borussia Dortmund · Alemania   | Total club    | Total club    | 147   | 16    | 16               | 3                | 41                    | 2                     | 204   | 21    | 0.1             |
| Total carrera                  | Total carrera | Total carrera | 363   | 36    | 48               | 4                | 82                    | 6                     | 493   | 46    | 0.09            |

## Palmarés

### Títulos nacionales
| Título                | Club              | País     | Año     |
| --------------------- | ----------------- | -------- | ------- |
| Supercopa de Alemania | Bayern de Múnich  | Alemania | 2012    |
| Bundesliga            | Bayern de Múnich  | Alemania | 2012-13 |
| Copa de Alemania      | Bayern de Múnich  | Alemania | 2012-13 |
| Supercopa de Italia   | Juventus F. C.    | Italia   | 2018    |
| Serie A               | Juventus F. C.    | Italia   | 2018-19 |
| Copa de Alemania      | Borussia Dortmund | Alemania | 2020-21 |

### Títulos internacionales
| Título                       | Club (*)              | País        | Año     |
| ---------------------------- | --------------------- | ----------- | ------- |
| Liga de Campeones de la UEFA | Bayern de Múnich      | Reino Unido | 2012-13 |
| Copa Confederaciones         | Selección de Alemania | Rusia       | 2017    |

(*) Incluyendo la selección.

### Distinciones individuales
| Distinción                                   | Año                     |
| -------------------------------------------- | ----------------------- |
| Equipo del Año de la Liga Europa de la UEFA. | 2015-16                 |
| Premier League Goal of the Season            | 2016-17[cita requerida] |